# Радіо Росії
«Радіо Росії» — центральна загальнодоступна державна радіостанція, що транслюється з Москви і поширює свою програму по всій Росії.

## Історія
10 грудня 1990 починає мовлення Радіо Росії. Воно почало мовлення на першому радіоканалі разом з Першою програмою Всесоюзного Радіо, а також на другому радіоканалі разом з радіоканалом «Маяк» і третьому радіоканалі разом з Третьою програмою Всесоюзного Радіо. З початку 1991 року «Радіо Росії» стало транслювати тільки на третьому радіоканалі разом з радіоканалом «Юність». З серпня 1991 року «Радіо Росії» мовить на першому радіоканалі, «Радіо-1» переміщається на третій радіоканал, «Юність» на окрему радіочастоту.

## Ефір
На сьогоднішній день «Радіо Росії» — єдина в країні федеральна радіостанція загального формату, що виробляє всі види радіопрограм — інформаційні, суспільно-політичні, музичні, літературно-драматичні, науково-пізнавальні, дитячі програми. В ефір виходять 174 оригінальних передачі. Радіостанція мовить в УКХ-діапазоні й по провідних каналах із 6:00 до 0:00 місцевого часу, в СХВ-, ДХВ-, КХВ-діапазонах — за окремим графіком. Мовлення через інтернет — цілодобове.

## Передачі
Авторські програми:
- Інформаційно-аналітичний журнал «СОЮЗ» (про новини Союзної держави Росії і Білорусі), автор і ведучий В. І. Фадєєв
- «Від першої особи» — ток-шоу Наталі Бехтіна
- «Особлива думка» — ток-шоу Ігоря Гмизу
- «Персона грата» — програма Віталія Ушканова
- «Вільний слухач» — авторська програма Андрія Бінев
- «Порадьте, доктор!» — Ольги Копилової
- «Діалоги про культуру» — Людмили Борзяк
- «Віражі часу» — поета Андрія Дементьєва
- «Поговоримо» з Михайлом Веллер
- «Прес-клуб» — Маргарити Лянге
- «Живий детектив» — письменниці Тетяни Устинової
- «Відлуння театру» — актора, голови Спілки театральних діячів Росії Олександра Калягіна
- «Стадіон» — фігуристки олімпійської чемпіонки, а потім тренера Ірини Родніної
- «Аеростат» — рок-музиканта, засновника і керівника групи «Акваріум» Бориса Гребенщикова
- «Доктор Блюз» — Олексія Калачова
- «В нашу гавань заходили кораблі» — дитячого письменника Едуарда Успенського і журналістки Елеонори Філіної
- «Срібні нитки» — психотерапевта Олександра Даніліна
- «Зустріч з піснею» — Віктора Татарського
- «Опера для публіки» — Леоніда Азарха
- «Петербурзький клуб», «Подорож в Ермітаж» і «Російський музей» — Анни Всемірновой (з Петербурга)
- «Швидка кулінарна допомога» — шеф-кухаря Іллі Лазерсона і журналіста Михайла Сірники (з Петербурга)
- «Як це по-русски?» — Журналіста Олени Майзель за участю професорів[1][2] Філологічного факультету РГПУ ім. А. І. Герцена Михайла Димарський і Валерія Єфремова (з Петербурга)
- «З російської на російську, або до речі сказати».

Дитячі програми: «Детскотека» — передача про дитячу естраді, концертах, фестивалях і музичних колективах; «Зоряні казки» — казки та чарівні історії, прочитані відомими людьми — Миколою Сванідзе, Марією Сіттель, Тетяною Устинової, Олександром Лазарєвим; «Про тварин» з Іваном Затєвахіна; «Унікум» і «Хочу все знати» — пізнавальні програми для старшокласників; «Як курка лапою» і «Колобок і два жирафа» — аудіопостановками за участю зірок театру і кіно, казки і гри в ефірі радіостанції; «Дитячий острів» (з Петербурга).
Соціальний проєкт «Дитяче питання». Програма присвячена проблемам сирітства та усиновлення в Росії. Рубрика програми «Де ж ти, мамо?» Допомагає слухачам дізнатися про дітей, що чекають усиновлення. Журналісти «Дитячого питання» регулярно проводять акції в регіонах, разом з потенційними усиновителями вирушаючи на «Поїзді надії» в дитячі будинки Росії. Автор і ведуча проєкту — Інна Зотова. Адреса проєкту в мережі — deti.radiorus.ru
Літературні серіали і радіоспектаклі займають особливе місце в сітці мовлення радіостанції. В їх створенні беруть участь актори й народні артисти СРСР, РРФСР. Серед них — Валентин Гафт, Ірина Муравйова, Олег Табаков, Інна Чурікова, Микита Міхалков, Олександр Калягін, Сергій Безруков, Сергій Маковецький, інші відомі діячі культури. Радіопостановки «Радіо Росії» регулярно стають лауреатами премії «Радіоманія».

## Керівники

### Директори
- Олексій Абакумов (2005 — 2007)
- Умановскій В'ячеслав Владленович

### Директори Дирекції інформаційних програм Радіо Росії
- Олексій Абакумов (1993 — 1997)
- Амвросій Ігор Олексійович (1998 -

## Критика
Радіостанція досі не переведена на некомерційне фінансування, тому (через можливу недоречність популярної реклами) радіо спонсорується виробниками БАДів, рекламу яких воно розміщує у своєму ефірі. На ці блоки часто «клюють» літні люди, які звикли довіряти радіо як достовірному джерелу інформації, не звертаючи уваги на те, що інформацію розміщено на правах реклами і практично в технічних цілях. Результатом цього є трата значної суми грошей, а то і здоров'я.

## Поширення
«Радіо Росії» можна приймати на понад 1100 регіональних частотах по всій Росії. Трансляція ведеться на 1-й кнопці проводового мовлення, ультракоротких, середніх і довгих хвилях та через Інтернет в режимі Streaming-audio .
«Радіо Росії» входить до складу першого мультиплексу цифрового телебачення DVB-T.

## Керівництво

### Генеральні директори
- Сергій Давидов (1990 — 1997)
- Олексій Абакумов (1997 — 1998)
- Ігор Амвросій (1998 — 1999)
- Віталій Димарський (2000)
- Олексій Абакумов (2000 — 2007)

### Головні редактори
- Ігор Амвросій (1999 — 2000)
- Олексій Абакумов (2000 — 2007)